# Justel
Justel és un municipi de la província de Zamora, a la comunitat autònoma de Castella i Lleó. Comprèn les pedanies de Quintanilla i Villalverde.

## Demografia
| 1991 | 1996 | 2001 | 2004 |
| ---- | ---- | ---- | ---- |
| 258  | 188  | 158  | 151  |